# Chowtathimmanahalli, Gudibanda
Chowtathimmanahalli là một làng thuộc tehsil Gudibanda, huyện Kolar, bang Karnataka, Ấn Độ.